# رونالد زودسما
رونالد زودسما (انگلیسی: Ronald Zoodsma؛ زادهٔ september ۵, ۱۹۶۶ (۵۸ سال)) ورزشکار والیبال اهل پادشاهی هلند است.
وی در مسابقات کشوری و بین‌المللی در مجموع برندهٔ ۱ مدال نقره شده‌است.